# Mary Alden

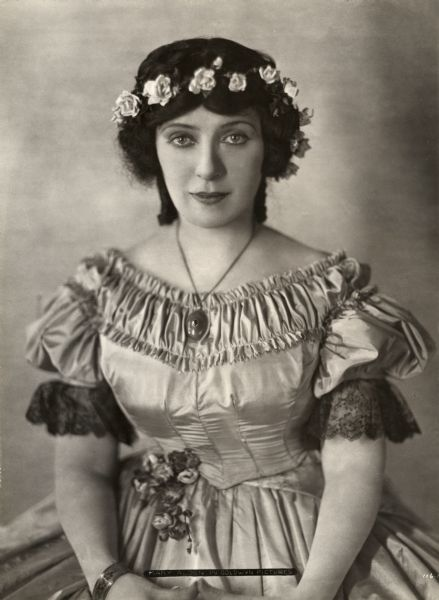
Mary Alden (1920)

Mary Maguire Alden (* 18. Juni 1883 in New York City; † 2. Juli 1946 in Woodland Hills, Los Angeles, Kalifornien) war eine US-amerikanische Schauspielerin.

## Leben und Karriere
Mary Alden studierte Schauspiel an der American Academy of Dramatic Arts und begann ihre Karriere als Theaterschauspielerin, sie trat auch in Broadway-Stücken auf. 1911 machte sie als eine der ersten bekannten Theaterschauspielerinnen – zu dieser Zeit war bei vielen Bühnendarstellern das Medium Film noch verpönt – ihr Filmdebüt in A Brass Button. Bis 1937 stand Alden für insgesamt über 120 Kinofilme vor der Kamera. Ihren größten Erfolg feierte sie wohl 1915 durch ihre Darstellung der Haushälterin Lydia Brown in David Wark Griffiths wegweisendem Filmepos Die Geburt einer Nation, zugleich ist dies aber auch ihr umstrittenster Filmauftritt: Ihre Figur ist eine rassistisch dargestellte Mulattin, die ihren Hausherren, einen Gouverneur, unter ihre sexuelle Hörigkeit bringt und so seine politischen Entscheidungen beeinflusst.
Mit zunehmendem Alter und dem Anbruch des Tonfilms Ende der 1920er-Jahre wurden die Rollen für Alden kleiner. Bei ihren letzten Filmauftritten in den 1930er-Jahren blieb sie oft im Abspann unerwähnt. Die letzten vier Jahre ihres Lebens verbrachte sie im Motion Picture & Television Country House, wo sie 1946 im Alter von 63 Jahren starb.

## Filmografie
- 1911: A Brass Button (Kurzfilm)
- 1913: The Better Way (Kurzfilm)
- 1913: The Dividing Line (Kurzfilm)
- 1913: The Grip of Jealousy (Kurzfilm)
- 1913: Man and Woman (Kurzfilm)
- 1913: A Dog–Gone Baron (Kurzfilm)
- 1913: I Should Worry (Kurzfilm)
- 1913: Love and Gold (Kurzfilm)
- 1913: The Worker (Kurzfilm)
- 1913: The Battle of the Sexes
- 1914: The Godfather (Kurzfilm)
- 1914: The Stiletto (Kurzfilm)
- 1914: Cigar Butts (Kurzfilm)
- 1914: The Quicksands (Kurzfilm)
- 1914: Dad’s Outlaws (Kurzfilm)
- 1914: Home, Sweet Home
- 1914: The Lover’s Gift (Kurzfilm)
- 1914: For the Sake of Kate (Kurzfilm)
- 1914: The Double Knot (Kurzfilm)
- 1914: Lord Chumley (Kurzfilm)
- 1914: The Severed Thong (Kurzfilm)
- 1914: The Weaker Strain (Kurzfilm)
- 1914: The Vengeance of Gold (Kurzfilm)
- 1914: A Red Man’s Hear (Kurzfilm)
- 1914: The Second Mrs. Roebuck (Kurzfilm)
- 1914: The Milkfed Boy (Kurzfilm)
- 1914: The Unpainted Portrait (Kurzfilm)
- 1914: The Wrong Prescription (Kurzfilm)
- 1914: A Woman Scorned (Kurzfilm)
- 1914: The Little Country Mouse (Kurzfilm)
- 1914: Another Chance (Kurzfilm)
- 1914: The Old Maid (Kurzfilm)
- 1914: In Fear of His Past (Kurzfilm)
- 1914: The Old Fisherman’s Story (Kurzfilm)
- 1915: What Might Have Been (Kurzfilm)
- 1915: Die Geburt einer Nation (The Birth of a Nation)
- 1915: The Lucky Transfer (Kurzfilm)
- 1915: The Slave Girl (Kurzfilm)
- 1915: The Outcast
- 1915: A Man’s Prerogative (verschollen)
- 1915: Ghosts
- 1915: Bred in the Bone (Kurzfilm)
- 1915: The Lily and the Rose
- 1915: Her Mother’s Daughter (Kurzfilm)
- 1915: Acquitted
- 1916: The Good Bad-Man
- 1916: Macbeth
- 1916: An Innocent Magdalene
- 1916: Hell-to-Pay Austin
- 1916: Pillars of Society
- 1916: The Narrow Path
- 1916: Intoleranz (Intolerance)
- 1916: Less Than the Dust
- 1917: The Argyle Case (verschollen)
- 1917: The Land of Promise
- 1918: The Naulahka
- 1919: Common Clay (verschollen)
- 1919: The Unpardonable Sin
- 1919: The Broken Butterfly
- 1919: Erstwhile Susan
- 1919: The Mother and the Law
- 1920: Silk Husbands and Calico Wives
- 1920: The Inferior Sex
- 1920: Parted Curtains
- 1920: Miss Nobody
- 1920: Milestones
- 1920: Honest Hutch
- 1921: Trust Your Wife
- 1921: The Witching Hour
- 1921: Snowblind
- 1921: The Old Nest
- 1922: Man with Two Mothers
- 1922: The Hidden Woman
- 1922: A Woman’s Woman
- 1922: Notoriety
- 1922: The Bond Boy (verschollen)
- 1922: Disposing of Mother (Kurzfilm)
- 1923: Has the World Gone Mad! (verschollen)
- 1923: The Tents of Allah
- 1923: The Empty Cradle
- 1923: The Steadfast Heart
- 1923: The Eagle’s Feather
- 1923: Der Mann mit den zwei Frauen (Pleasure Mad)
- 1924: Der Sumpfengel (Painted People)
- 1924: A Fool’s Awakening
- 1924: When a Girl Love
- 1924: Babbitt
- 1924: The Beloved Brute
- 1924: Siege
- 1925: Faint Perfume
- 1925: The Happy Warrior
- 1925: Under the Rouge
- 1925: The Unwritten Law
- 1925: Soiled
- 1925: The Plastic Age
- 1926: The Earth Woman
- 1926: Brown of Harvard
- 1926: Lovey Mary
- 1926: April Fool
- 1927: The Potters (verschollen)
- 1927: The Joy Girl
- 1927: Twin Flappers
- 1928: Fools for Luck
- 1928: Steckbrieflich verfolgt (Ladies of the Mob)
- 1928: Die Kosaken (The Cossacks)
- 1928: The Sawdust Paradise (verschollen)
- 1928: Port of Dreams
- 1931: The Bad Sister
- 1932: Strange Interlude
- 1932: Hell’s House
- 1932: Rasputin: Der Dämon Rußlands (Rasputin and the Empress)
- 1935: One More Spring
- 1935: The Great Hotel Murder
- 1936: Career Woman
- 1936: Legion of Terror
- 1936: Gentle Julia
- 1937: That I May Live